# Cuțitul
Cuțitul este un film românesc din 1971 regizat de Titus Mesaros.